# Ancylotrypa dentata
Ancylotrypa dentata là một loài nhện trong họ Cyrtaucheniidae. Loài này phân bố ờ Zuid-Afrika.